# مارتینه فرانک
مارتینه فرانک، (زاده ۲ آوریل ۱۹۳۸ در آنتورپ، بلژیک - درگذشته ۱۶ اوت ۲۰۱۲ پاریس، فرانسه) عکاس مستند و تک‌چهره اهل بلژیک بود. او برای بیش از ۳۲ سال به عنوان عضو رسمی در مگنوم فوتوز مشغول فعالیت بود.

فرانک همسر دوم آنری کارتیه-برسون عکاس مشهور فرانسوی بود.
او در یک مصاحبه در سال ۲۰۱۰ با Charlie Rose، ازآشنایی با هنری کارتیه و ابراز علاقه‌مندی او به خودش سخن می‌گوید. "مارتینه " می‌گوید: برسون به او عاشقانه گفته بود، " می‌خواهم عکسهایت را در چاپ کوچک ببینم ." این احساس مشخصا متقابل بود.